# Micky Ward
Micky Ward, soprannominato "Irish" (Lowell, 4 ottobre 1965), è un ex pugile statunitense, nato da genitori irlandesi, peso super leggero.

## Biografia
Micky Ward, prima di diventare professionista nel 1985, è stato tre volte campione del "New England Golden Gloves". Iniziò la sua carriera da professionista vincendo i suoi primi quattordici combattimenti. Nel 1991 però, dopo aver perso quattro incontri di fila e la chance sia nazionale USBA che l'intercontinentale IBF super leggeri, decise di prendersi una pausa dalla boxe.
Nel periodo in cui Ward restò lontano dallo sport, lavorò come operaio nel rifacimento dell'asfalto stradale. Utilizzò poi parte dei suoi guadagni per sottoporsi ad un intervento chirurgico alla mano destra, che soffriva da tempo di vari problemi.
In quello stesso periodo il suo fratellastro, l'ex pugile Dicky Eklund, che lottava contro i problemi legati alla tossicodipendenza, venne rilasciato dal carcere dove era rinchiuso con l'accusa di possesso di droga.
Una volta uscito convinse Micky Ward a riprenderlo nel suo staff e tentare la scalata ai vertici delle classifiche mondiali.
Ward tornò ad allenarsi e a combattere, vincendo i suoi primi nove incontri e nel 1996 conseguì il titolo intercontinentale WBU super leggeri contro Louis Veader. 
Difese poi nello stesso anno la cintura di campione ancora contro Veader. Nel 1997 lottò per il titolo mondiale nella versione IBF contro il campione Vince Phillips, ma non riuscì a vincere: l'incontro venne fermato al terzo round a causa dei tagli subiti da Ward. Phillips vinse così l'incontro per KO tecnico. 
Ma la carriera di Ward non si arresta, continuando a sfornare match e vittorie di alto livello.
Così nel 2000 arriva la chance iridata, questa volta a Londra, per combattere contro il campione WBU Shea Neary.
Vinse con un KO tecnico all'ottavo round contro tutti i pronostici. Ward successivamente non difese mai il titolo.
Nel 2001 l'incontro vinto contro Emanuel Augustus venne votato come Combattimento dell'anno dalla rivista Ring Magazine.
Il 18 maggio del 2002, Micky Ward affrontò per la prima volta Arturo Gatti (Italiano trasferitosi in Canada) l'avversario per il quale la sua storia divenne famosa.
Il combattimento fu duro e selvaggio, ma un atterramento al nono round procurato da Ward ai danni di Gatti fece la differenza nel consegnare la vittoria ai punti all'americano. Anche questo incontro venne votato Combattimento dell'anno dalla rivista Ring Magazine.
Alla fine dell'incontro entrambi i combattenti ebbero bisogno di cure presso un centro traumatologico.
Successivamente i due si accordarono per organizzare un nuovo match di rivincita: l'incontro avvenne nel mese di novembre e questa volta fu Arturo Gatti a vincere sempre ai punti, combattendo un'altra battaglia selvaggia. Ward cadde a terra al terzo round, ma portò a termine il combattimento fino alla fine. Gatti a fine incontro rese omaggio alla tenacia di Ward, dicendo di lui: «Mi chiedevo cosa sarebbe successo se avessi combattuto contro il mio gemello. Adesso lo so.»
Poco dopo venne organizzato un terzo match tra i due per l'8 giugno 2003. L'inizio del terzo capitolo di questa saga fu contraddistinto dai pugni di Arturo Gatti che si abbatterono ripetutamente su Ward. Ward lottò cercando di gestire il match come meglio poteva e al sesto round riuscì anche a mandare Gatti al tappeto. Poi però Gatti riuscì ad alzarsi e prima che l'arbitro finisse di contare fino a dieci, la campana suonò e sancì il termine del round.
Gatti si riprese e alla fine vinse il match con la decisione unanime della giuria. Anche questa volta entrambi i pugili, dopo l'incontro, furono ricoverati in ospedale per i numerosi danni subiti, ed ancora una volta la rivista Ring Magazine votò l'incontro come Combattimento dell'anno per il 2003.
Prima della sua lotta finale con Gatti, Micky annunciò la sua intenzione di ritirarsi dal pugilato agonistico dopo il match. Nel suo stato, il Massachusetts, Micky Ward è considerato un eroe della classe operaia, un atleta che ha prevalso sulle difficoltà della vita grazie alla propria determinazione e il duro lavoro.
Nella lunga carriera (1985-2003) divenne famoso per la disciplina mostrata sul ring e verso gli avversari.
In più divenne un amico fraterno del suo più grande rivale, Arturo Gatti, tanto da allenarlo nell'ultimo match sostenuto.
Nel 2010 i membri del Comitato Direttivo dei giornalisti americani di pugilato (Boxing Writers Association of America), hanno attribuito il premio James A. Farley Award, dedicato all'Onestà e Integrità nella Boxe a Ward, il superleggero cuor di leone.

## Cinema
La sua storia è stata portata sul grande schermo con il film The Fighter, uscito negli Stati Uniti alla fine del 2010, diretto da David O. Russell ed interpretato da Mark Wahlberg nel ruolo di Micky Ward e da Christian Bale, nel ruolo del suo fratellastro Dicky Eklund.

## Musica
La canzone "The Warrior's Code", tratta dall'omonimo album dei Dropkick Murphys, è dedicata alla storia di Micky Ward e compare sulla copertina dell'album stesso.